# Mäetaguse
Mäetaguse (em estoniano:  Mäetaguse vald) é um município rural estoniano localizado na região de Ida-Virumaa.